# Квантовые неразрушающие измерения
Квантовые неразрушающие измерения — особый вид измерений квантовой системы, при которых неопределенность измеряемой квантовой наблюдаемой не увеличивается от его измеренного значения в ходе последующей нормальной эволюции системы. Они обязательно требуют, чтобы процесс измерения
сохранял физическую целостность измеряемой системы и, кроме того, предъявляют требования к соотношению между оцениваемыми наблюдаемыми и собственным гамильтонианом системы. В некотором смысле, КНИ являются «классическим» и наименее возмущающим типом измерений в квантовой механике.
Большинство устройств, способных обнаружить одну частицу и измерить ее координату, сильно изменяют состояние частицы в пространстве в процессе измерения, например, фотоны разрушаются при ударе о экран. Также измерение может просто изменить состояние частицы непредсказуемым образом; тогда второе измерение, независимо от того, насколько быстро оно проведено после первого, не гарантирует нахождения частицы в том же самом месте. Даже для идеальных, «первого рода» проективных измерений, в которых частица находится в измеренном собственном состоянии сразу после измерения, последующая свободная эволюция частицы вызовет быстро растущую неопределенность в положении.
Напротив, измерение импульса (а не координаты) свободной частицы может быть КНИ, потому что распределение импульса сохраняется у частицы с собственным гамильтонианом p2/2m. Поскольку гамильтониан свободной частицы коммутирует с оператором импульса, собственное состояние импульса также является собственным состоянием энергии, поэтому после измерения импульса его неопределенность не увеличивается вследствие свободной эволюции.
Обратите внимание, что термин «неразрушающие» не подразумевает, что волновая функция не коллапсирует.
КНИ крайне трудно осуществить экспериментально. Большая часть исследований в области КНИ была вызвана целью превысить точность, задаваемую стандартным квантовым пределом при экспериментальном обнаружении гравитационных волн. Также возможно применение КНИ при квантовых вычислениях.
Общая теория КНИ была изложена Брагинским, Воронцовым и Торном после многочисленных теоретических работ Брагинского, Кейвса, Древера, Холленхорта, Халили, Сандберга, Торна, Унру, Воронцова и Циммермана.

## Техническое определение
Обозначим через {\displaystyle A} наблюдаемую для некоторой системы {\displaystyle {\mathcal {S}}} с собственным гамильтонианом {\displaystyle H_{\mathcal {S}}}. Cистема {\displaystyle {\mathcal {S}}} измеряется при помощи прибора {\displaystyle {\mathcal {R}}}, который связан с {\displaystyle {\mathcal {S}}} через гамильтониан взаимодействий {\displaystyle H_{\mathcal {RS}}} только на короткие моменты времени. То есть, система {\displaystyle {\mathcal {S}}} свободно эволюционирует согласно {\displaystyle H_{\mathcal {S}}}. Точное измерение {\displaystyle A} — это то, которое глобальное состояние {\displaystyle {\mathcal {S}}} и {\displaystyle {\mathcal {R}}} дает в приблизительном виде:
{\displaystyle \vert \psi \rangle \approx \sum _{i}\vert A_{i}\rangle _{\mathcal {S}}\vert R_{i}\rangle _{\mathcal {R}}}
где {\displaystyle \vert A_{i}\rangle _{\mathcal {S}}} являются собственными векторами {\displaystyle A}, соответствующими возможным результатам измерения, а {\displaystyle \vert R_{i}\rangle _{\mathcal {R}}} — соответствующие им значения состояния измерительного прибора, который их записывает.
Зависимость наблюдаемой от времени в представлении Гейзенберга:
{\displaystyle A(t)=e^{-itH_{\mathcal {S}}}Ae^{+itH_{\mathcal {S}}}.}
Последовательность измерений {\displaystyle A} называется КНИ тогда и только тогда, когда коммутатор значений наблюдаемой для любых моментов измерений равен нулю:
{\displaystyle [A(t_{n}),A(t_{m})]=0}
для всяких моментов времени {\displaystyle t_{n}} и {\displaystyle t_{m}} во время проведения измерений.
Если это свойство сохраняется для произвольного выбора моментов времени {\displaystyle t_{n}} и {\displaystyle t_{m}}, то {\displaystyle A} называется «непрерывной переменной КНИ». Если это справедливо только для определенных дискретных времен, то {\displaystyle A} называется «стробоскопической переменной КНИ».
Например, в случае свободной частицы энергия и импульс сохраняются и действительно являются непрерывными наблюдаемыми КНИ, но координата нет. С другой стороны, для гармонического осциллятора положение и импульс удовлетворяют периодическим во времени коммутационным соотношениям которые подразумевают что x и p не являются непрерывными наблюдаемыми КНИ. Однако, если кто-то делает измерения в моменты времени, разделяемыми целыми числами полупериодов ({\displaystyle \tau _{k}={\frac {k}{2\nu }}}), вследствие чего коммутаторы исчезают. Это означает, что x и p являются стробоскопическими наблюдаемыми КНИ.

## Обсуждение
Наблюдаемая {\displaystyle A}, которая сохраняется при свободной эволюции
{\displaystyle {\frac {\mathrm {d} }{\mathrm {d} t}}A(t)=-{\frac {i}{\hbar }}[H_{\mathcal {S}},A]=0,}
автоматически является КНИ переменной. Последовательность идеальных проективных измерений {\displaystyle A} будет автоматически КНИ измерниями.
Для осуществления измерений QND на атомных системах измерительная сила (скорость) конкурирует с оптическим распадом, вызванным обратным действием измерений. Люди обычно используют оптическую толщину или кооперативность для характеристики относительного отношения между силой измерения и оптическим распадом. Используя нанофотонные волноводы в качестве квантового интерфейса, можно фактически использовать связь атомов с относительно слабым полем, и, следовательно, осуществить квантовое измерение повышенной точности с небольшим количеством нарушений работы квантовой системы.

## Критика
Было доказано, что использование термина «КНИ» ничего не добавляет к обычному понятию сильного квантового измерения и, более того, может быть запутанным из-за двух различных значений этого слова «разрушение» в квантовой системе (потеря квантового состояния против потери частицы).

## Эксперименты
2 марта 2020 года стало известно о эксперименте, в ходе которого впервые было успешно проведено квантовое неразрушающие измерение спинового состояния электрона в квантовой точке в кремнии.